# Environnement de travail toxique
Un environnement de travail toxique se caractérise par un environnement malsain, incluant : des drames, conflits personnels, manipulations mentales, intimidation, harcèlement, entre ceux qui y travaillent.

## Caractéristiques
Les lieux de travail toxiques sont créés par les actions d'employeurs ou d'employés toxiques, c'est-à-dire des personnes motivées par le gain personnel, qu'il s'agisse de pouvoir, d'argent, de célébrité ou de statut particulier, qui utilisent des moyens ou des comportements contraires à l'éthique pour manipuler psychologiquement, rabaisser ou perturber les autres, ou pour détourner l'attention de leurs insuffisances ou de leurs méfaits personnels. Les travailleurs toxiques n'ont aucun sentiment de devoir envers leur lieu de travail ou leurs collègues, en particulier en ce qui concerne le comportement éthique ou professionnel envers les autres. Les travailleurs toxiques définissent également leurs relations avec leurs collègues non pas en fonction de leur structure organisationnelle respective, mais en fonction des personnes qu'ils aiment ou n'aiment pas, ou en qui ils ont confiance ou qu'ils n'aiment pas,.

### Résultats de l'entreprise et de l'organisation
Ce phénomène nuit à la fois à l'entreprise et aux employés, y compris à ceux qui ne sont pas directement concernés. Cette négativité se traduit par un taux de rotation du personnel plus élevé, un épuisement professionnel plus important et une baisse du moral, ce qui, en fin de compte, a des répercussions négatives sur les résultats de l'entreprise. Les collègues sont distraits par le drame, les ragots et le choix d'un camp dans la querelle en cours. Cela peut entraîner une perte de productivité. Tant que les employés sont distraits par ces activités, ils ne peuvent consacrer leur temps et leur attention à la réalisation des objectifs de l'entreprise. Les employés motivés et éthiques peuvent essayer de parler à un employé toxique, mais ce faisant, ils risquent de devenir une cible. Les managers d'employés toxiques peuvent se sentir intimidés par l'employé toxique et tenter de l'apaiser pour éviter la confrontation,,. Au fil du temps, les employés positivement motivés se désintéressent du lieu de travail et peuvent commencer à considérer la direction comme incompétente et inefficace. Cela peut entraîner une baisse de la productivité, car les employés se sentent moins valorisés et donc moins engagés dans l'entreprise. 